# Карьер (Саратовская область)
Карьер — посёлок в Вольском районе Саратовской области в составе городского поселения Сенное муниципальное образование.

## География
Находится на расстоянии менее 2 километров на запад от поселка Сенной. 

## Население
Население составляло 50 человек в 2002 году (90% русские),  21 в 2010.